# کریپتوکورین
کریپتون باکتی با نام علمی (Cryptocoryne beckettii) که به نام ترومپت آبی بکت نیز شناخته می شود، یک گونه گیاهی متعلق به جنس گل شیپوریان است.

## توزیع
این گیاه در سریلانکا، در چشمه ها و رودخانه های آب شیرین یافت می شود.
البته مشخص نیست گیاهانی که در تجارت آکواریوم با این نام به فروش می رسند، گونه های واقعی هستند یا نه.

## لینک های خارجی
- تصاویر صفحات Crypts C. beckettii
- تصاویر
- گونه های آبزی غیر بومی ایالات متحده آمریکا